# Pronomi spagnoli
La lingua spagnola ha una gamma di pronomi che funzionano in modo abbastanza simile a quelli italiani, ma in maniera diversa dal resto delle lingue come il francese o l'inglese e specialmente da quelli inglesi. Nello spagnolo i pronomi soggetti sono spesso omessi, e i pronomi oggetto di solito precedono il verbo.

## Pronomi personali
La tabella sottostante mostra un elenco dei pronomi personali in uso nella Penisola Iberica, America Latina e nel ladino.
Il ladino o giudeo-spagnolo, parlato dagli ebrei sefarditi, è diverso dal spagnolo peninsulare e dal latino-americano, per il fatto che conserva l'uso di forme di pronomi personali piuttosto arcaiche.
Per quanto concerne i pronomi, lo spagnolo latino-americano differisce, tra le altre cose,  da quello peninsulare, principalmente per l'uso di vos in alcune zone e per la mancanza di vosotros. Da notare che lo spagnolo ladino e quello latino-americano (come la maggior parte delle altre varietà "coloniali) tendono a essere conservatori nei loro mutamenti strutturali rispetto a quello della nazione originaria..
Come succede per l'italiano, i pronomi personali soggetto sono di solito omessi nella lingua sia scritta che parlata, in quanto grammaticalmente la persona e il numero del soggetto sono esplicitati nella forma verbale. Per questa ragione lo spagnolo viene considerato una "lingua pro-drop". Tuttavia, i pronomi soggetto sono usati per dare enfasi o contrasto, o per evitare ambiguità.
🇪🇸

## Tavola dei pronomi personali
| Numero    | Persona | Nominativo                                                 | Preposizionale     | Accusativo               | Dativo    | Comitativo                                                                |
| Singolare | 1ª      | yo                                                         | mí                 | me                       | me        | conmigo                                                                   |
| Singolare | 2ª      | tú                                                         | ti                 | te                       | te        | contigo                                                                   |
| Singolare | 2ª      | vos                                                        | vos                | te/os/vos                | te/os/vos | con vos                                                                   |
| Singolare | 3ª      | él, ella, ello, usted vusted/vusía/vuecencia (arcaico)     | sí, él, ella, ello | se, lo, la               | se, le    | con él/ella/usted, ecc. / consigo                                         |
| Plurale   | 1ª      | nosotros, nosotras                                         | nosotros, nosotras | nos                      | nos       | con nosotros/nosotras / connosco (arcaico)                                |
| Plurale   | 2ª      | vosotros, vosotras (Spagna) ustedes (America)              |                    | os (Spagna) se (America) |           | con vosotros/vosotras (Spagna) con ustedes (America) / convosco (arcaico) |
| Plurale   | 3ª      | ellos, ellas, ustedes vustedes/vusías/vuecencias (arcaico) | sí, ellos, ellas   | se, los, las             | se, les   | con ellos/ellas/ustedes, etc.                                             |

Note:
- Consigo può essere tradotto anche con "(io) ottengo", dal verbo "conseguir". Tuttavia, consigo viene impiegato solo in modo riflessivo, diversamente da conmigo e contigo.
- Se viene utilizzato unicamente come
- pronome riflessivo, come in "él se lava" (egli si lava),
- come soggetto di una costruzione indefinita della voce passiva, come in "se dice" (si dice), e
- come oggetto indiretto, quando la stessa frase contiene anche un pronome oggetto diretto: "se lo di" (glielo diedi).

Caso nominativo (soggetto, accentato)
- yo, tú, vos, usted/vusted/vusía/vuecencia, él/ella/ello, nosotros/nosotras, vosotros/vosotras, ustedes/vustedes/vusías/vuecencias, ellos/ellas

Caso accusativo (oggetto diretto, atono. Vedi sotto per gli oggetti diretti preceduti dalla preposizione "a")
- me, te, lo/la, nos, os/vos, los/las

Caso dativo (oggetto indiretto, atono. Vedi sotto per gli oggetti indiretti preceduti dalla preposizione "a")
- me, te, le/se, nos, os/vos, les/se

Caso preposizionale (oggetti e complementi preceduti dalle preposizioni, tranne per la preposizione "con", accentata)
- mí, ti, vos, él/ella/ello/sí, nosotros/nosotras/nos, vosotros/vosotras/vos, ellos/ellas/sí

Bisogna osservare che per gli oggetti diretti e indiretti, preceduti dalla preposizione a, il pronome sarà nel caso preposizionale invece che in quello accusativo o dativo. Perciò,
"La vidi (a lei)" diventa  la vi a ella  e
"Me lo diede (a me)" diventa  me lo dio a mí  (vedi inoltre raddoppiamento clitico per l'uso dei pronomi doppi).
Caso comitativo (complemento preposizionale preceduto dalla preposizione "con" (con), accentata)
Quando la preposizione è con, la prima, seconda e terza persona singolare prendono le forme seguenti:
- *con mí → conmigo = "con me"
- *con ti → contigo = "con te"
- *con sí → consigo = "con sé/con lui-lei/con loro" (riflessivo)

Le altre persone non hanno distinto le forme del caso comitativo e prendono semplicemente il caso preposizionale preceduto da "con" (per es., con nosotros, con vosotras, con ella, con ellos...). Le forme della prima e seconda persona, connosco e convosco, sono forme arcaiche non più in uso, ma alcune vestigia possono essere trovate nelle varianti ladine.
Caso genitivo (possessivo)
Forme aggettivali atone:
- mi / mis
- tu / tus
- su / sus
- nuestro / nuestra / nuestros / nuestras
- vuestro / vuestra / vuestros / vuestras
- su / sus

Forme pronominali accentate:
- mío / mía / míos / mías
- tuyo / tuya / tuyos / tuyas
- suyo / suya / suyos / suyas
- nuestro / nuestra / nuestros / nuestras
- vuestro / vuestra / vuestros / vuestras
- suyo / suya / suyos / suyas

## Variazioni regionali

### Voseo
Il pronome "vos" viene usato da alcuni latino-americani, in modo particolare nell'America Centrale, Argentina, Uruguay, Paraguay, lo stato di Zulia in Venezuela, e le regioni andine di Colombia, Bolivia, Perú, Ecuador e Cile.  Qui può essere impiegato allo stesso modo di come viene utilizzato il "tú" (informale e colloquiale); oppure, in alcune aree, viene impiegato tra persone di simili condizioni, ma non da persone che hanno una relazione molto stretta fra loro (coppie o famiglia) o verso "inferiori" (bambini, animali, ecc.), dove andrebbe di norma usato il pronome "tú".
I parlanti ladini usano inoltre "vos", come se utilizzassero "usted" (che di fatto non usano). Il "vos" implica lo stesso rispetto che una volta questo pronome aveva nell'antico spagnolo. Nel ladino, il "tú" viene utilizzato con chiunque in maniera informale.

### Uso divustedevuestra merced
La variante vusted/vustedes è in massima parte un regionalismo di alcune nazioni sudamericane. È facile sentirlo in zone isolate della Colombia e del Venezuela. Altri parlanti lo considerano arcaico, dato che è una forma più antica di una contrazione di vuestra merced.  In Colombia, non è insolito udire la gente usare "su merced" in modo interscambiabile con usted. Può inoltre essere utilizzato come vocativo, per es. quando ci si rivolge a una persona più anziana, come nella frase "Su merced, ¿por qué no vienen vusted y sus nietos a mi casa esta tarde?"
Vuestra merced (letteralmente 'vostra misericordia') è all'origine di usted, usarcé e forme similari che governano le forme verbali della terza persona in funzione di seconda persona.
È improbabile che la parola araba ustādh ('professore'), dal suono simile, possa essere coinvolta nella formazione dello spagnolo usted, considerata la debolezza del collegamento semantico e il fatto che usted non è documentato prima del 1598 — dopo oltre 100 anni dalla caduta della Granada moresca.

### Uso divosotros
Il pronome vosotros è completamente assente nell'America Latina, tranne fra alcuni parlanti del ladino, o nella lingua giuridica scritta, in nazioni come Venezuela, Curaçao, Cuba, Mexico o Argentina.
Tra le precedenti colonie dell'impero spagnolo, soltanto nelle Filippine, si è conservato l'uso di vosotros, in quanto lo spagnolo non è ormai più usato come lingua comune e la maggioranza di coloro che lo imparano lo studiano a scuola, preferendo di solito il dialetto castigliano.
Viene impiegato in Spagna come seconda persona, plurale familiare, dalla maggioranza della gente, tranne in alcune regioni sud-occidentali e nella maggior parte delle Canarie ed è la sola forma utilizzata dagli ebrei sefarditi, i quali parlano il ladino.
Nella Guinea Equatoriale, come in Spagna, sono utilizzati nel discorso quotidiano vosotros e le sue normali coniugazioni.

### Creoli
Le forme basate su vosotros e vos sono usate in molte lingue creole basate sul spagnolo.
Nel chavacano, parlato nelle Filippine, vo viene usato insieme a tu come pronome di seconda persona singolare a Zamboangueño, Caviteño e Ternateño. A Zamboangueño viene inoltre usato evos.
Per il plurale, Zamboangueño ha vosotros, mentre Caviteño ha vusos.
Il papiamento, parlato ad Aruba, Bonaire e Curaçao, mantiene boso (singolare) e bosonan (plurale).
Poiché usato con gli schiavi, erano molto comuni le forme che sembravano irrispettose nel resto dell'America.

### Menda
Il pronome personale menda è l'equivalente di io nel caló, dove concorda con la prima persona singolare.
Nel gergo ispanico, el menda / la menda può essere usato come Io enfatico, concordante con una terza persona verbale, ma il suo uso sta regredendo.

## Uso di le/les
I pronomi le (singolare) e les (plurale) sono usati per sostituire l'oggetto indiretto di una frase. In alcuni dialetti, le può essere usato anche per il plurale. In via eccezionale, quando anche l'oggetto diretto viene sostituito da un pronome (lo/los, la/las) l'oggetto indiretto è rimpiazzato dal pronome se, in entrambi singolare e plurale.
- Le di el libro. = "Gli/le diedi il libro."
- Se lo di. = "Glielo diedi (a lei/lui)".

### Oggetto direttole/les
In genere, nello spagnolo i pronomi oggetto atoni di terza persona sono lo, la, los, las, secondo la Real Academia Española, e questo rappresenta una certa generalizzazione logica, vera nel 90% circa dei casi nel 90% della popolazione mondiale parlante lo spagnolo. Tuttavia, è utile prendere atto delle varie eccezioni a questa regola generale secondo le quali vengono ad essere utilizzati le/les piuttosto che lo, la, los, las. Da notare tuttavia che questo uso è piuttosto moderno e spesso trovato solo in zone della Spagna laddove l'uso di lo, la, los, las viene considerato più tradizionale.

#### Basi teoriche per l'uso dell'oggetto direttole/les
Ci sono diverse ragioni diacroniche e sincroniche riguardo all'uso di le/les per gli oggetti diretti. Per capire il perché vi sia vacillamento ed esitazione nell'uso, è utile comprenderne le forze linguistiche spesso in conflitto.
a) Maschile e
C'è una forte tendenza nello spagnolo, ereditata dal latino, per pronomi e determinanti, ad avere un gruppo di tre diverse terminazioni per i tre generi. Queste sono: -e o ∅ per i pronomi maschili, -a per i pronomi femminili e -o per i pronomi neutri.
Perciò, abbiamo éste, ésta, esto, ése, ésa, eso; aquél, aquélla, aquello; el, la, lo; él, ella, ello.
In questo contesto, sarebbe sensato dire le vi ("lo vidi") per il nome maschile e la vi "la vidi" per ogni nome femminile.  L'uso di "le" come pronome oggetto diretto è unicamente usato in Spagna e può essere riferito solo a "lui" (Le vi), mentre "lo" a cose.
¿Tienes tu libro? Sí, lo tengo.
Abbiamo così un gruppo simile al precedente: le, la, lo.
b) Obliquità riferita a esseri umani — generale
Lo spagnolo ha una tendenza, discussa alla voce preposizioni spagnole, a trattare come indiretti gli oggetti diretti quando riferiti a persone.  In questo contesto, avrebbe senso dire le/les vi ("lo/la/li/le vidi") quando ci si riferisce a persone e lo/la/los/las vi ("lo/la/li/le vidi") quando ci si riferisce a cose.
b1) Obliquità riferita a esseri umani — rispetto all'interlocutore
La tendenza generale ad usare gli oggetti indiretti per riferirsi a persone viene intensificata quando il parlante desidera veicolare rispetto.  La terza persona in spagnolo può essere usata come seconda persona per significare "tu".  In questo caso, sarebbe sensato usare lo/la/los/las vi ("lo/la/le/li vidi") quando si sta parlando di un terzo o di un oggetto, ma le/les vi ("ti/vi vidi") quando il pronome intende far le veci di usted/ustedes.
b2) Obliquità riferita a esseri umani — contrasto con le cose inanimate
La tendenza generale a usare gli oggetti indiretti per riferirsi a persone viene intensificata allorché il soggetto della frase non è umano, creando così un contrasto nella mente del parlante tra l'umano e la cosa.  In questo contesto, avrebbe senso dire la halagó ("la lusingò") quando il soggetto è "egli" (riferito a persona), ma le halagó ("la lusingò") quando il soggetto è "esso, essa", ovvero cosa.
b3) Obliquità riferita a esseri umani  — umanità altrimenti enfatizzata
La tendenza generale a usare gli oggetti indiretti per riferirsi a persone viene intensificata allorché l'umanità della persona, oggetto della frase, viene enfatizzata dal modo in cui il verbo viene usato.  In questo caso, sarebbe sensato fare una sottile distinzione per es. tra lo llevamos al hospital ("lo portiamo all'ospedale") quando il paziente è inconscio e le llevamos al hospital ("lo portiamo all'ospedale") quando il paziente è capace di muoversi da solo.
b4) Obliquità riferita a esseri umani  — con il se impersonale
La tendenza generale a usare gli oggetti indiretti per riferirsi a persone viene intensificata quando viene usato il se impersonale al posto del soggetto reale.  Questo è per evitare l'errata interpretazione del se come pronome oggetto indiretto. In questo contesto, avrebbe senso dire se le lee mucho ("lo/la si legge molto") se "se" significa "gente" e "le" significa "lui/lei", riservando se lo/la lee mucho ("lo/la si legge molto") per frasi in cui il "se" non è impersonale.

#### Oggetto direttole/lesnella pratica
Tutte le questioni teoriche riguardanti l'impiego di le/les esposte sopra influenzano di fatto i parlanti spagnoli che usano questi pronomi, e ciò è stato dimostrato da varie ricerche effettuate sul campo.
La preferenza estrema per le/les è un dialettismo noto come leísmo; tuttavia, non tutto l'utilizzo di le/les come oggetto diretto è dialettale.  Alcuni suoi esempi sono universali in tutto il mondo di lingua spagnola.
Diamo un primo sguardo alle eccezionalità dialettali.  C'è il leísmo (trattato sopra al punto a) motivato dalla tendenza verso il maschile e nel linguaggio non colto di Madrid.  Usato effettivamente in maniera abbastanza standard, la Real Academia ne deprecò l'uso solo nel 1850-1860. Tuttavia si trova nei testi antichi:
- Unos niegan el hecho, otros le afirman = "Alcuni negano il fatto; altri lo affermano" (B. Feijoo, metà del XVIII secolo)

Tali parlanti direbbero:
- le afirman riferendosi a una parola come el hecho,
- la afirman riferendosi a una parola come la verdad, e
- lo afirman riferendosi unicamente a un neutro generico (in it. impropriamente "esso, essa").

Il secondo leísmo estremo è quello motivato dal secondo punto menzionato: la tendenza ad usare gli oggetti indiretti riferiti a persone.  Questo è evidente nella Spagna nord-occidentale, specialmente Navarra e regione basca, dove il linguaggio regionale usa le vi per ("lo/la vidi" riferito a persona) e lo/la vi per ("lo/la vidi" riferito a cosa). Lo stesso fenomeno si avverte sporadicamente altrove, per es. a Valenza e nel Paraguay.
Adesso diamo uno sguardo ai casi dialettali meno estremi. Per la maggioranza dei parlanti colti della Spagna e in parti dell'America Latina, nessuna delle due tendenze (a o b) è sufficiente di per sé a giustificare (se non insieme) l'uso di le/les.  Perciò, i parlanti che rifiutassero frasi come le vi per "lo/la vidi (riferito a cosa)" e le vi per "la vidi (riferito a persona)", accetterebbero tuttavia l'uso di le vi per "lo vidi (riferito a persona)".  Di fatto, questo uso di le per significare "lui" è così comune nel linguaggio castigliano standard che l'uso di lo vi a significare "lo vidi (riferito a persona)" verrebbe chiamato da qualcuno "un esempio di loísmo/laísmo", vale a dire un dialettalismo mediante il quale lo sarebbe fin troppo spesso abusato. Oggi, per la Real Academia l'uso di le per "lui" è ufficialmente "tollerato".
Un caso in cui l'Accademia non si pronuncia è la tendenza descritta nel punto b1.  In molte parti del mondo, è del tutto comune nel linguaggio colto distinguere tra no quería molestarlo ("non volevo molestarlo") e no quería molestarle ("non volevo molestarvi").  Quegli spagnoli che ad ogni modo non direbbero propriamente le per le ragioni spiegate nell'ultimo paragrafo, in questo caso sono propensi ad usare le.  Butt & Benjamin (1994) affermano che i loro confidenti argentini facevano questa distinzione, mentre quelli colombiani loísti preferivano sempre "-lo", come in molestarlo.
L'Accademia non si pronuncia inoltre sulla tendenza descritta nel punto b2; tuttavia, è universale in tutto il mondo di lingua spagnola.  In un questionario consegnato a 28 spagnoli della regione di Madrid, il 90% preferiva la halagó per "la lusingò (soggetto sottinteso riferito a persona)" e l'87% le halagó per "Lo/la lusingò (soggetto sottinteso riferito a cosa)".  García (1975) riporta qualcosa di simile, ma con la tendenza meno estrema a Buenos Aires: soltanto il 14% del campione di García diceva él le convenció per "lui lo convinse" (il resto diceva él lo convenció).  Con un soggetto inanimato, una leggera maggioranza (il 54%) diceva este color no le convence.
García riferisce dei nativi di Buenos Aires che fanno differenza tra lo llevaron al hospital e le llevaron al hospital a seconda di com'è attivo il paziente, sebbene l'evidenza aneddotica suggerisca che gli argentini siano ancora più loisti, e preferirebbero lo in entrambi i casi.
Il punto b3 è avvalorato anche dal fatto che molti latino-americani fanno distinzione tra le quiero ("lo amo") e lo quiero ("lo voglio", riferito a persona o cosa).

## Preposizioni con pronomi personali multipli
In alcuni casi, se l'oggetto di una preposizione è costituito da più di un pronome, la preposizione deve essere ripetuta oppure si deve usare un pronome plurale.
Con para
- Non normativa: *Este vino es solamente para mí y tú.
- Normativa:
  - Este vino es solamente para mí y para ti. = "Questo vino è solo per me e (per) te".
  - Este vino es solamente para nosotros. = "Questo vino è solo per noi".

## Pronomi dimostrativi
- Vicino a chi parla ("questo"): éste, ésta, esto, éstos, éstas (dal latino ISTE, ISTA, ISTVD)
- Vicino a chi ascolta ("codesto"): ése, ésa, eso, ésos, ésas (dal latino IPSE, IPSA, IPSVM)
- Lontano da chi parla e da chi ascolta ("quello"): aquél, aquélla, aquello, aquéllos, aquéllas (dal latino *ECCVM ILLE, *ECCVM ILLA, *ECCVM ILLVD)

N.B.: In base a una decisione della Real Academia presa negli anni '60, gli accenti su queste forme sono da usare soltanto quando sia necessario evitare ambiguità con i determinanti dimostrativi. Tuttavia, lo standard colto normale è ancora come indicato sopra. Gli studenti stranieri possono sicuramente aderire o no allo standard.
Da notare che non vi è mai un accento sulle forme neutre esto, eso e aquello (i quali non hanno determinanti equivalenti).

## Pronomi relativi
Il principale pronome relativo dello spagnolo è que, derivante, come il corrispettivo italiano "che", dal latino QVID.
Altri sono el cual, quien e donde.

### Que
Que, come il "che" relativo italiano, equivale a "il quale", "i quali", "la quale", "le quali", e funge da pronome relativo soggetto e oggetto diretto.
- La carta que te envié era larga = "la lettera [che] ti inviai era lunga" (pronome relativo restrittivo riferito a oggetto diretto)
- La carta, que te envié, era larga = "la lettera, che ti ho inviato, era lunga" (pronome relativo non restrittivo riferito a oggetto diretto)
- La gente que no sabe leer ni escribir se llama analfabeta = "La gente che non sa né leggere né scrivere si chiama analfabeta" (pronome relativo riferito al soggetto)
- Esa persona, que conozco yo muy bien, no es de fiar = "questa persona, che io conosco molto bene, non è affidabile"

#### El que
Quando il pronome relativo è l'oggetto di una preposizione,  al que viene aggiunto l'articolo determinativo, il quale, concordando per genere e numero, ci darà el que, la que, los que, las que e il neutro lo que..
- Ella es la persona a la que le di el dinero = "Lei è la persona alla quale diedi il denaro" / "Lei è la persona a cui diedi il denaro"
- Es el camino por el que caminabais = "È il cammino per il quale andavate" / "È il cammino lungo il quale stavate andando"

In alcune parlate, questo articolo determinativo può essere omesso dopo a, con e de, particolarmente quando l'antecedente è astratto o neutro:
- La aspereza con [la] que la trataba = "L'asprezza con cui la trattava"
- No tengo nada en [lo] que creer = "Non ho nulla a cui credere"

Dopo en, l'articolo tende ad essere omesso, se non viene resa la precisa collocazione spaziale.
- Lo hiciste de la misma forma en que lo hizo él = "Lo hai fatto allo stesso modo in cui lo fece lui" (da notare inoltre come "in" con la parola forma è tradotto come de quando usato in modo diretto, ma cambia in en quando usato con il pronome relativo)
- La casa en que vivo = "La casa in cui vivo" (diversamente dalla seguente:)
- La casa en la que estoy encerrado = "La casa in cui io sono rinchiuso"

#### Lo que
Lo que ha un significato leggermente diverso da el que, ed è di solito usato come la connotazione di "la cosa che" o "ciò".
- Lo que hiciste era malo. - La cosa che hai fatto era cattiva.
- Lo que creí no es correcto. - Ciò che credevo non è corretto.

Separando "lo que" tramite interposto aggettivo il significato muta leggermente.
- Lo importante es que tenemos un hogar. - L'importante è che abbiamo una casa.
- Lo mejor es que pierdas peso. - La cosa migliore è che tu perda peso.

### El cual
Come per l'italiano "il quale", il pronome spagnolo el cual (dal latino QVALIS) può sostituire [el] que. È in genere più enfatico e formale di [el] que.  Da notare che esso comprende sempre l'articolo.
Le diverse forme sono le seguenti: el cual, la cual, los cuales, las cuales ("il quale, la quale, i quali, le quali") e il neutro lo cual.

#### Per soggetti e oggetti diretti
Può essere usato come sostituzione enfatica, formale, di el que nelle proposizioni non determinanti, con soggetto o oggetto diretto. Come succede per l'italiano, la concordanza con genere e numero rende più chiara a cosa si riferisca. Il fatto che non possa essere usata nelle proposizioni determinanti rende inoltre chiaro che non vi è intesa una proposizione determinante.
- Los niños y sus madres, las cuales eran de Valencia, me impresionaron = "I bambini e le loro madri, le quali erano di Valenza, mi impressionarono" (los cuales sarebbe riferito sia ai bambini che alle loro madri)

Quando usato come oggetto diretto, viene richiesto il personale a, se l'antecedente è umano.
- Esa persona, a la cual conozco yo muy bien, no es de fiar = "Questa persona, che conosco molto bene, non è degna di fiducia".

#### Come oggetto di una preposizione
Può essere usato come sostituzione enfatica, formale, di el que, di solito in proposizioni non determinanti, come l'oggetto di una preposizione (compresa a che rappresenta l'oggetto indiretto). Ciò avviene in tre situazioni principali.
Prima: può essere una questione puramente di stile elevato. Usata sobriamente nello spagnolo, talché gli stranieri dovrebbero evitare di usarla oltre il necessario.
- Es el asunto al cual se refería Vd. = "È la questione alla quale vi riferivate"

In uno stile più quotidiano, la frase potrebbe essere:
- Es el asunto al que te referías = "È la questione alla quale stavate riferendovi"

Seconda: el cual viene spesso preferito dopo preposizioni di più sillabe (para, contra, entre, mediante...) e dopo locuzioni preposizionali (a pesar de, debajo de, a causa de, frente a, en virtud de, gracias a, por consecuencia de...).
- Un régimen bajo el cual es imposible vivir = "Un regime sotto il quale è impossibile vivere"
- Estas cláusulas, sin perjuicio de las cuales... = "Queste proposizioni, salvo le quali..."

terza: el cual viene preferito quando è separato dal suo antecedente da parole.  Più sono le parole intermedie, più è pressoché obbligatorio l'uso di el cual.
- Es un billete con el que se puede viajar [...] pero por el cual se paga sólo 2€ = "È un biglietto con cui si può viaggiare [...] ma per il quale si paga solo 2€".

### Quien
Il pronome quien deriva dal latino QVEM, "chi", cioè dall'accusativo di QVIS, "chi".
Può anche sostituire [el] que in alcune circostanze. Simile ai pronomi inglesi "who" e "whom", viene utilizzato esclusivamente per riferirsi a persone.
È di genere invariabile, ed era in origine invariabile nel numero. Tuttavia, per analogia con altre parole, venne inventata la forma quienes.  Quien in forma plurale sopravvive come arcaismo, considerato oggi non attinente alla normativa.
Quien corrisponderebbe grosso modo alle forme italiane più generiche di "che", "il quale, la quale", e quienes a "che", "i quali, le quali".

#### Come soggetto
Rappresenta il soggetto.  In questo caso, è piuttosto formale ed è ampiamente relegato alle proposizioni non determinanti.
Diversamente da el cual, non indica il genere, ma solo il numero, specificando inoltre la persona a cui è riferito.
- Los niños con sus mochilas, quienes eran de Valencia, me impresionaron = "I bambini con i loro zaini, i quali provenivano da Valenza, mi impressionarono" (l'uso di quienes fa capire che los niños vi si riferiscono. Que potrebbe riferirsi agli zaini, ai bambini, o a entrambi.  Los cuales si riferirebbe ai bambini o a entrambi.  Las cuales solo agli zaini.

#### Come oggetto diretto
La "a personale" è richiesta per l'oggetto diretto perché quien si riferisce sempre a persona.
- Esa persona, a quien conozco yo muy bien, no es de fiar = "Quella persona, che io conosco molto bene, non è affidabile" (formale; que sarebbe più usuale)

#### Come oggetto di una preposizione
Quien è in modo particolare comune come oggetto di una proposizione, quando questa è non determinante, ma a volte anche quando è determinante.
- Ella es la persona a quien le di el dinero = "Lei è la persona a cui diedi il denaro"
- José, gracias a quien tengo el dinero, es muy generoso = "José, grazie al quale io ho il denaro, è molto generoso".

### Donde,a donde,comoecuando
L'etimologia di queste parole è come segue. Il latino VNDE, che significa "donde" o "da dove", diede onde, il quale perdendo nel corso dei secoli il significato di provenienza ("da") venne a significare proprio "dove".  Ciò vuol dire che se si vuole indicare la provenienza ("da dove"), bisogna aggiungere la preposizione de, per cui si ebbe d'onde.  Inoltre, il significato venne eroso dal tempo fino a che non venne a significare proprio "dove".  Vennero dunque poi aggiunte una volta ancora le preposizioni.  Quindi, oggi, abbiamo tra l'altro donde per "dove" e a donde per "verso dove". Da notare che tutto ciò significa che de donde, etimologicamente parlando, è piuttosto ridondante in quanto sarebbe "da da da dove", mentre a donde risulterebbe piuttosto contraddittorio, dato che sarebbe "verso da da dove".
La tendenza prosegue con la forma volgare ande (da adonde) spesso usata per significare "dove".
Nel dialetto ladino spagnolo, viene spesso impiegato il pronome onde, dove donde significa ancora "dove" o "da dove". Questo si conserva ancora nelle zone rurali o nell comunità isolate dell'America Latina.
Como viene da QVOMODO, "come", l'ablativo di QVID MODVS, "in quale modo".
Cuando deriva da QVANDO, "quando".

#### Luogo e moto a luogo
Donde può essere usato al posto di altri pronomi relativi quando ci si riferisce a un luogo.
Adonde è una variante che può essere usata quando si vuole intendere un moto a luogo.
- El lugar en que / en el que / en el cual / donde estoy = "Il luogo dove io sono" / "Il luogo in cui io mi trovo"
- Voy a[l lugar] donde está él = Voy al lugar en el que está él = "Vado [nel luogo] dove sta lui"
- Iré [al lugar] adonde me lleven = Iré al lugar al que me lleven = "Andrò dovunque mi portino" / "Andrò in qualsiasi luogo mi portino".

#### Maniera
Como può essere usato al posto di altri pronomi relativi quando ci si riferisce alla maniera o modo.
- La forma/manera en que / en la que / como reaccionasteis = "Il modo/la maniera in cui/nella quale/come avete reagito" (En que è il più comune e spontaneo, come il "that" o il pronome nullo della lingua inglese).

Da notare che per la stessa ragione mismo tende a richiedere que:
- Lo dijo del mismo modo que lo dije yo = "Lo disse allo stesso modo in cui lo dissi io"

#### Tempo
Cuando tende a sostituire l'uso di altri pronomi relativi quando ci si riferisce al tempo, di solito in proposizioni non determinanti.
Non determinanti
- En agosto, cuando la gente tiene vacaciones, la ciudad estará vacía = "In agosto, quando la gente va in vacanza, la città resterà vuota"

Determinanti
- Sólo salgo los días [en] que no trabajo = "Esco solo i giorni in cui non lavoro"

Da notare che proprio que, o al massimo en que, è normale con le proposizioni determinanti riferite al tempo.  En el que e cuando sono più rari.

### Cuyo
Nello spagnolo, cuyo (il cui) è l'equivalente formale dell'inglese "whose". Tuttavia, "cuyo" segue la declinazione per genere e numero – cuyos (m. pl.), cuya (f. sing.), o cuyas (f. pl.) – concordando con la parola che segue. Diamo qui alcuni esempi:
- Alejandro es un estudiante cuyas calificaciones son siempre buenas. = Alejandro è uno studente i cui voti sono sempre buoni".

Nell'esempio precedente possiamo notare che il genere e il numero di "cuyo" si sono mutati in "cuyas" in modo da "adeguarsi" alla condizione della parola seguente, "calificaciones" (f. pl.)
Nell'antico spagnolo c'era la forma interrogativa cúyo, adesso non più usata.
In pratica, cuyo viene riservato alla lingua formale. È invece più comune una perifrasi del tipo Alejandro es un estudiante que tiene unas calificaciones siempre buenas.
Cuyo deriva da CVIVS, la forma genitiva (possessiva) di QVI.

### Nota sui pronomi relativi e interrogativi
Da notare che i pronomi relativi spesso hanno i loro corrispondenti pronomi interrogativi.
Esempi:
"¿Qué es esto?" - "Cosa è questo?"
"Ese es el libro que me diste." - "Questo è il libro che mi hai dato".
Nella risposta, que aiuta a rispondere a ciò che la domanda iniziata con Qué stava chiedendo: la definizione di "questo".
Diamo qui un elenco di pronomi interrogativi accompagnati a quelli corrispondenti della risposta.
- Qué - cosa/que - che
- Quién - chi/quien - chi
- A quién - a chi/a quien - a chi
- De quién - di chi/cuyo - di cui, il cui.

## Pronomi riflessivi e ilseimpersonale
Il pronome riflessivo viene usato con i verbi pronominali, noti anche come verbi riflessivi, i quali richiedono l'uso del pronome riflessivo, appropriato al soggetto.  Le forme sono le seguenti:
| Singolare         | Singolare | Plurale                 | Plurale |
| ----------------- | --------- | ----------------------- | ------- |
| Yo                | me        | Nosotros / Nosotras     | nos     |
| Tú / Vos          | te        | Vosotros / Vosotras     | os      |
| Él / Ella / Usted | se        | Ellos / Ellas / Ustedes | se      |

Alcuni verbi transitivi possono prendere un significato riflessivo, come lavar (lavare) e lavarse (lavarsi). Altri verbi hanno forme riflessive che non prendono un significato riflessivo, come ir (andare) e irse (andarsene).  Alcuni verbi hanno solo forme riflessive, come jactarse (vantarsi).